# Ptouih
Ptouih est un héros et une série de bande dessinée humoristique, mettant en scène un autochtone au milieu de sa tribu amazonienne. Cette série est créée par le dessinateur Dale sur des scénarios de Didgé. Elle est publiée de 1986 à 1993 dans le journal de Tintin puis dans Hello Bédé.

## Historique de la série
Ptouih est une série scénarisée par Didgé et dessinée par Dale.
Cette série paraît dans le journal de Tintin, de 1986 à 1988, puis dans Hello Bédé de 1989 à 1993.
Les histoires de Ptouih sont généralement publiées en gags d'une page, mais font parfois l'objet de récits complets, de deux à quatre pages.